# كشكك
الكِشْكِك (بالتركية: Keşkek) هو نوع من اللحوم أو الدجاج والقمح أو الشعير الموجود في المأكولات التركية والإيرانية واليونانية والبلقانية. عام 2011، اعتبرت اليونسكو طبق الكيشكك تراثاً ثقافياً غير مادي لتركيا.

## تاريخ
يمكن العثور على أول مرجع اكتشف حتى الآن للطبق في مصدر مكتوب في نسخة دانشمند التي يعود تاريخها إلى عام 1360، وُثِّق في إيران وسوريا الكبرى منذ القرن الخامس عشر ولا يزال يستهلكه العديد من الإيرانيين حول العالم.
تشير أصول هذا الطبق في النهاية إلى قشق، الذي كان في إيران في القرنين السادس عشر والثامن عشر حيث يُضاف حليب الأغنام إلى دقيق القمح أو الشعير واللحوم مخلوطًا بأجزاء متساوية، تقدم الكِشْكِك في حفلات الزفاف في تركيا، ويعد أيضا طبقًا احتفاليًا في لِسبُس وبين اليونانيين البونتيين يُحضر الكشكك في لِسبُس في ليالي الصيف عندما يُذبح ثور احتفالًا، ثم يُطهى طوال الليل ويؤكل بالقمح في اليوم التالي.
يُطلق على الكِشْكِك اسم «هاشيل» في مناطق شمال شرق ووسط الأناضول في تركيا، حيث يعد طبقًا شائعًا في تركيا ويؤكل خلال الأعياد الدينية وحفلات الزفاف أو الجنازات، وهذا هو الحال أيضًا في إيران.
ربما استُعيرت الكلمة السلافية كاشا من الكلمة الفارسية کَشک.
يعرف الكِشْكِك بالهريسة في أرمينيا، حيث ان الهريسة لها أوجه تشابه قوية جدًا مع الكِشْكِك من حيث عملية التحضير والطهي، إلا أن الهريسة مرتبطة بمعاني رمزية مختلفة تمامًا مقارنة بالكِشْكِك.

## وصلات خارجية
- طبخ الكِشْكِك في ليسبوس
- الكِشْكِك الطبخ لمهرجان الثور في أيا باراسكيفي، ليسبوس عام 1996
- طبق من الحمص التركي كيشك في مرزيفون على ساحل البحر الأسود